# Remartinia secreta
Remartinia secreta är en trollsländeart som först beskrevs av Philip Powell Calvert 1952.  Remartinia secreta ingår i släktet Remartinia och familjen mosaiktrollsländor. Inga underarter finns listade i Catalogue of Life.